# Анна фон Клеве (1552 – 1632)
Анна фон Клеве (на немски: Anna von Jülich-Kleve-Berg; * 10 март 1552, Клеве; † 6 октомври 1632) е принцеса от Юлих-Клеве-Берг и чрез женитба херцогиня на Пфалц-Нойбург.

## Биография
Дъщеря е на херцог Вилхелм V „Богатия“ от Юлих-Клеве-Берг (1516 – 1592) и Мария Австрийска (1531 – 1581), дъщеря на император Франц I (1503 – 1564).
Анна се омъжва на 27 септември 1574 г. в Нойбург за пфалцграф и херцог Филип Лудвиг (1547 – 1614) от Пфалц-Нойбург от фамилията Вителсбахи. Тя е погребана до нейния съпруг в църквата Св. Мартин в Лауинген.
Те имат децата:
- Анна Мария (1575 – 1643), ∞ 1591 г. за херцог Фридрих Вилхелм I от Саксония-Ваймар (1562 – 1602)
- Доротея Сабина (* 13 октомври 1576; † 12 декември 1598)
- Волфганг Вилхелм (1578 – 1653), пфалцграф и херцог на Пфалц-Нойбург
- Аугуст (1582 – 1632), пфалцграф и херцог на Пфалц-Зулцбах
- Амалия Хедвиг (* 24 декември 1584, † 15 август 1607)
- Йохан Фридрих (1587 – 1644), пфалцграф и херцог на Пфалц-Хилполтщайн
- София Барбара (* 3 април 1590, † 21 декември 1591)